# Gruszka Duża
Gruszka DużUn [pronunciación en polaco: /ˈɡruʂka ˈduʐun/] es un pueblo ubicado en el distrito administrativo de Gmina Nielisz, dentro del Condado de Zamość, Voivodato de Lublin, en Polonia oriental. Se encuentra aproximadamente a 6 kilómetros al oeste de Nielisz, a 23 kilómetros al noroeste de Zamość, y a 57 kilómetros al sureste de la capital regional Lublin.